# José Alcaide Irland
José Alcaide Irlan (Córdoba, 30 de septiembre de 1913 - 15 de octubre de 2003), fue un historietista español. Destacó sobre todo en la historieta cómica.

## Biografía
José Alcaide nació en la calle San Álvaro, viviendo durante su infancia en el Barrio de Santiago. Estudia dibujo y pintura en la Escuela de Artes y Oficios "Mateo Inurria" sita en la calle Agustín Moreno.
En el año 1935 comienza su carrera en la revista El Explorador de los escultistas; dos años más tarde inicia las series Aventuras de Polito y su amigo Paco el Minero y Aventuras de Ovalo Detective para Pelayos y en 1938, Historia del ingenuo Cocolín y El Capitán Acuña, de la Policía Indígena para Chicos.
Durante la Guerra Civil y formando parte del "ejército nacional", es alistado en la sección de topografía del cuerpo de artillería. Después de le guerra empieza a trabajar para la revista de niñas "Mis Chicas" con series como Pituca y su granja (1942) y Din, el Duendecillo del Bosque (1944).
Es en los años 40 cuando José Alcaide, comienza a trabajar en el Diario Córdoba dibujando a Pepe Carapato, personaje de dibujo animado bastante conocido por los niños de los años 40 de la ciudad de Córdoba y los pequeños cordobeses de la posguerra.  En esta viñeta representa a Fernando el Calé personaje de corte popular muy conocido en las calles de Córdoba.
En el año 1953 se hace cargo del suplemento de ocho páginas "Peques", del Diario Córdoba, publicación que se mantuvo en la prensa hasta los años 70. A lo largo de su dilatada carrera como dibujante destacan las viñetas: "Polito" y Paco el Minero , Andanzas de "Trompitos", "Rafael... Historieta muda", "Don Baldomero...Historieta Muda", "Viñetas críticas", Rafael Bonachón y Cordobés, etc.
También, aunque de forma esporádica, participó en el semanario valenciano Selecciones de Jaimito, diario Informaciones y la revista Contraste, al menos en 1957 y en la sección “Página infantil”.

## Obra
| Años | Título                                               | Tipo             | Publicación            |
| ---- | ---------------------------------------------------- | ---------------- | ---------------------- |
| 1937 | Aventuras de Polito y su amigo Paco el Minero        | Serie            | Pelayos                |
| 1937 | Aventuras de Ovalo Detective                         | Serie            | Pelayos                |
| 1938 | Historia del ingenuo Cocolín/Cocolín y su Tío Macuto | Serie            | Chicos                 |
| 1938 | El Capitán Acuña, de la Policía Indígena             | Serie            | Chicos                 |
| 1939 | Polito y Paco el Minero                              | Serial           |                        |
| 1942 | Pituca y su granja                                   | Serie            | Mis Chicas             |
| 1942 | Nono, el Peque                                       | Serie            | Chiquitito             |
| 1943 | Otro ganso: Topito Cabezadura                        | Serie            | Chicos                 |
| 1943 | Topo, el Sabueso                                     | Serie            | Chicos                 |
| 1943 | Poli, el Artista Distraído                           | Serie            | Chicos                 |
| 1943 | Don Veremundo, el mejor detective del mundo          | Serie            | Chicos                 |
| 1943 | Recortables                                          | Serie, colectiva | Mis Chicas             |
| 1944 | Din, el Duendecillo del Bosque                       | Serie            | Mis Chicas             |
| 1946 | Aventuras de Pepe Carapato                           | Seroe            | Chicos                 |
| 1949 | La Miss y Marga                                      | Serie            | Mis Chicas             |
| 1958 | Samuelito                                            | Serie            | Selecciones de Jaimito |